# Культ предков
Культ предков — одна из древних и распространённых форм политеизма, в основе которой лежит поклонение умершим прародителям и сородичам, и вера в магическое участие предков в жизни живущих.

## Общая характеристика
Умершие предки составляли отдельную категорию духов. Большая их часть была связана как с «чужим», отдалённым загробным миром, так и со «своим», близким пространством. Захоронение понимается в качестве границы «своего» и «чужого» мира, локация, в которой, помимо загробного мира, предки обитают или проводят «сборы». Умершие предки покидают этот мир, уходя в загробный, но в то же время либо спустя определённый период, иногда вначале побывав в загробном мире, обретают воплощения в животных, растениях, природных объектах. Они часто возвращаются в мир живых. Так, в мифологии зулу дух предка приходит обратно к селению и поселяется рядом. Целью погребальных обрядов ньякьюса является удаление предка в загробный мир и в то же время возврат его в свой мир как доброго духа. Согласно ряду представлений, общаться с умершими предками возможно в сновидениях. Они имеют тесную связь с амбивалентной стихией огня, который ассоциируется и со смертью, и с жизнью и помещается на границе между природой и культурой. Предки ассоциированы как с природным, подземным, так и с домашним пламенем. Это представление отражено в табуациях, связанных с очагом и имеющих целлью не отпугнуть предков; взаимодействия с предками посредством огня в марийской, мордовской, удмуртской традиции, у африканских народов и др.; жертвенном костре в рамках ритуала и похоронном трупосожжения.
Нередко умершие предки продолжали признаваться членами рода, что отражено, например, в идее их реинкарнации в тотемных животных и детей этого же рода. Вместе с живущими умершие предки входили в общую сакральную общину. Если культ предков прекращался или нарушался, считалось, что предки исключаются из общины. За это предки могли покарать или сами окончательно погибнуть. Функция предков заключалась в поддержании связи общины с иным миром, к которому принадлежали природные стихии, не освоенные живущими. Предки подчиняли эти стихии потомкам, а также способствовали плодородию. Регулярными ритуалами-вызываниями предков обеспечивалась их санкция и помощь в течение определённых периодов времени.
Предки обычно не считались властными над представителями другой родственной группы, и находятся в зависимости только от своих потомков. Предки рассматривались как «свои» как по отцовской линии, так и, реже, по материнской или по обеим линиям. Дихотомию «старшего и младшего» дополняло различие «первых — последних» в цепи поколений между давно и недавно умершими: первопредки, первые умершие, основатели, старейшины родов и семей и ближайшие поколения предков, часто — три последних. Жившие хронологически между ними в традиции часто были безликими, только связывая полюса, а иногда считались злыми; такое представление содержит, например, цейлонская ведийская религия. В китайской традиции у домашнего алтаря помещаются таблички, в которых воплощаются шэнь, принадлежащее основателю рода и шести ближайшим предкам. Многие африканские народы, например, луба во время изготовления амулетов, лечения, начала работ призывали основателя рода и три ближайших поколения «своих» предков. Старшим, то есть давно умершим и умершим в старшей возрастной категории (при верховенстве первых) традиция приписывала главенствующую роль в загробном существовании. Однако в рамках культа характерно непосредственное обращение в адрес последних по времени «своих» умерших (взрослых) как ближайших к живущим. В целом умершие предки находятся во власти первопредка и богов, но способны и влиять на них, становясь посредниками между первопредками и людьми, между богами и людьми.
Уход предков в мир первопредка понималось в качестве возвращения к истоку, нередко как его воссоединение с первопредком. Это давало предку магическую эманацию, которую он при реинкарнации в потомках передавал им. Иногда он мог приравниваться к воплощению первопредка в потомках. Предки понимались как медиаторы эпохи первотворения и профанного времени. Важную роль играло представление о воплощении первопредка и всех последующих умерших предков в правителях и вождях, с которыми связывалось благополучие всего племени. Идея посмертного существования раскрывается как представление о том, что в космосе сохраняется сила в лице умерших предков, присутствующих в иных мирах; эта сила в то же время возвращалась в этот мир благодаря реинкарнации предков. В мифологии предкам приписывается функция соединения всех частей космоса как в пространственном, так и во временном аспекте, что отражено, в частности, в размещении захоронений в домашнем очаге или в храмовом алтаре, моделирующих центр мира в рамках универсальной модели космологии. Представление о предках, которые занимают сакральное место в общине, распространяется также на живущих старших родственников, становящихся объектами почитания, в некоторых случаях и культового. Посредством старших живущих родственников обычно производилась связь живых и умерших.

## В различных традициях
Многие исследователи считали, что культ предков являлся основной формой религиозных верований на Африканском континенте. Так, у гереро поклонялись душам покойных предков-покровителей — «овакуру», у джага — «вариму». При этом, духи предков часто были неравнозначны, самого усердного поклонения удостаивались недавно умершие, остальные нередко считались злыми духами, вредящими роду В процессе развития племенной и межплеменной организации возникает и культ вождей, как разновидность культа предков. В Центральной Америке культ предков особенно заметен у таких народов, как пуэбло (культ качинов), перуанцы (уака).
В древнеегипетском обществе культ предков проявлялся в особых религиозных и светских ритуалах, а также в существовании специально обустроенного месте для подношений (сердаб). Как и ложная дверь, сердаб, по мнению древних египтян, помогал загробной жизни покойного. Обычно сердаб соседствовал с часовней и нередко в разделяющей стене проделывались отверстия для глаз, чтобы Ка усопшего мог наблюдать за тем, как ему совершают подношения. Помимо статуи покойного в сердабе стояли статуя занятого приготовлением пищи слуги, стелы, сосуды, алтарь и/или жертвенник и др.. Исполнением ритуальных подношений занимались отдельные жрецы hem-ka («служители ка»).
Древние греки и римляне называли умерших самыми почтительными именами — добрыми, святыми, блаженными божествами; гробницы были храмами этих божеств; на них вырезались надписи «богам-манам» или, у греков, «подземным богам». Перед могилами ставился алтарь для жертвоприношений и приготовления пищи; самые могилы помещались обычно в соседстве дома, недалеко от дверей. В определённые дни года на каждую могилу приносили трапезу; первые плоды земли, первые части всего съестного приносились в дар этим родовым богам. Если потомки переставали совершать жертвоприношения духам предков, последние покидали своё мирное жилище, начинали скитаться и беспокоить живых; из блаженных и благосклонных они становились несчастными, злыми гениями, посылая на людей болезни и поражая почву бесплодием; только возобновление жертв, принесение пищи и возлияние вина вновь вводили их в могилу. Жертвы в честь умерших, как живущих в подземном мире, обозначаемые общим термином лат. Inferiae («инферия»), у греков носили специальное название лат. χοαί, у римлян — паренталии или фералии.
Почитание предков в Китае династий Шан и Западная Чжоу служило легитимации власти, которая позиционировала себя как обладающая эксклюзивным правом на связь с потусторонним миром. Об аналогичных культах в низших слоях населения этих периодов нет достоверной информации. К культу предков имеет отношение понятие «силы-Дэ», позднее закрепившееся в китайской философии. Его наиболее ранние упоминания представляют дэ как ниспосылаемое предками.
Обряд почитания предков происходит на девятый день девятого лунного месяца («Праздник двойной девятки»). По обычаю, в этот день старшие в роду мужчины забивают на могиле предка свинью. Существует поверье, что дух предка, не получивший ежегодной жертвы, умирает навсегда, и не может более заботиться о благополучии потомков.
Культ предков в индуизме является одним из древнейших. Культ прошёл длинный путь исторического развития — от эпохи Вед, с их идеей постепенного, при помощи ритуала превращения души покойного (прета) в обожествленного предка (питри), до пуранического периода, сохранившего многие детали ведийской обрядности, уделяя при этом основное внимание концепции реинкарнация.
В славянской традиции умершие предки, родственники считались защитниками и покровителями рода и хозяйства. Они имели высокий сакральный статус, соотносились с мифологическими родоначальниками и опекунами дома. Присутствовали верования в новую жизнь человеческой души после смерти, связанные с аграрным культом. Почти все восточнославянские традиционные праздники содержали элементы культа предков. Его отголоски есть и на Святки, во время которых одним из главных блюд была кутья — древнее поминальное блюдо, а перед тем, как начать трапезу, выплёскивали часть напитка на стол — для умерших; на Масленицу вместо напитка на окошко клали блин или отдавали блин нищим, также имел место обычай ходить к другу в гости — прощаться; обычай не передавать через порог возник из-за того, что в древности под порогом хоронили предков (с порогами связаны так же некоторые обряды и заговоры). Одним из главных праздников в честь усопших был Семик (позже — Троицкая суббота), во время начала которого старшие члены семьи ходили на могилы родителей, а во время трапезы также были поминальные блюда. Очень чётко поклонение предкам прослеживается во время Радоницы (Навий день, Могилки). У русских в некоторых регионах предков поминали на Пасху (см. Пасха мёртвых) или на Красную горку. В эти дни всей деревней приходили на кладбище, женщины причитали, на могилы крошили и проливали еду и напитки, катали по ним яйца.